# Episodi di Ayla e i Mirror
La prima stagione di Ayla e i Mirror è stata distribuita globalmente dal 27 settembre al 1° novembre 2024 sulla piattaforma streaming Disney +.
| nº | Titolo originale                      | Titolo italiano                          | Distribuzione Spagna | Distribuzione Italia |
| -- | ------------------------------------- | ---------------------------------------- | -------------------- | -------------------- |
| 1  | Fuera de lugar                        | Fuori Luogo                              | 27 settembre 2024    | 27 settembre 2024    |
| 2  | La chica sin pasado                   | Benvenuta ne i Mirror                    | 27 settembre 2024    | 27 settembre 2024    |
| 3  | Zombies y compañía                    | Voci dal passato                         | 27 settembre 2024    | 27 settembre 2024    |
| 4  | Salvando El Bosque                    | Salviamo il bosco                        | 27 settembre 2024    | 27 settembre 2024    |
| 5  | Hasta los diez mil… ¡y más allá!      | Verso i diecimila... e oltre!            | 27 settembre 2024    | 27 settembre 2024    |
| 6  | ¡A por el Move You!                   | Direzione Move You!                      | 4 ottobre 2024       | 4 ottobre 2024       |
| 7  | Día de entrenamiento                  | Giornata di allenamento                  | 4 ottobre 2024       | 4 ottobre 2024       |
| 8  | Se rompe el espejo                    | Lo specchio si è rotto                   | 4 ottobre 2024       | 4 ottobre 2024       |
| 9  | Ayla mete la pata                     | Ayla combinaguai                         | 4 ottobre 2024       | 4 ottobre 2024       |
| 10 | Una cuestión de baile o muerte        | Una questione di ballo o di morte        | 4 ottobre 2024       | 4 ottobre 2024       |
| 11 | Un adiós, un baile y un beso          | Un addio, un ballo e un bacio            | 11 ottobre 2024      | 11 ottobre 2024      |
| 12 | Que el destino no te pille despeinada | Il destino non deve coglierti spettinata | 11 ottobre 2024      | 11 ottobre 2024      |
| 13 | Feliz cumpleaños, Paola               | Buon compleanno Paola                    | 11 ottobre 2024      | 11 ottobre 2024      |
| 14 | Demasiados apuros                     | Nelle avversità                          | 11 ottobre 2024      | 11 ottobre 2024      |
| 15 | Dulces retos                          | Dolci sfide                              | 11 ottobre 2024      | 11 ottobre 2024      |
| 16 | El voto decisivo                      | Il voto decisivo                         | 18 ottobre 2024      | 18 ottobre 2024      |
| 17 | El rarito de clase                    | Lo strambo della classe                  | 18 ottobre 2024      | 18 ottobre 2024      |
| 18 | No se lo digas a Yago                 | Non ditelo a Yago                        | 18 ottobre 2024      | 18 ottobre 2024      |
| 19 | Segundas oportunidades                | Una seconda opportunità                  | 18 ottobre 2024      | 18 ottobre 2024      |
| 20 | El peor día de Los Mirror             | La giornata peggiore per i Mirror        | 18 ottobre 2024      | 18 ottobre 2024      |
| 21 | El duelo                              | Il duello                                | 25 ottobre 2024      | 25 ottobre 2024      |
| 22 | Hasta aquí hemos llegado              | Siamo arrivati fino a qui                | 25 ottobre 2024      | 25 ottobre 2024      |
| 23 | El secreto de Los Mirror              | Il segreto dei Mirror                    | 25 ottobre 2024      | 25 ottobre 2024      |
| 24 | Un pasito más cerca                   | Un piccolo passo in avanti (1ª parte)    | 25 ottobre 2024      | 25 ottobre 2024      |
| 25 | Estrella inalcanzable                 | Un piccolo passo in avanti (2ª parte)    | 25 ottobre 2024      | 25 ottobre 2024      |
| 26 | Ayla dice basta                       | Ayla dice basta                          | 1 novembre 2024      | 1 novembre 2024      |
| 27 | La promesa de Ayla                    | La promessa di Ayla                      | 1 novembre 2024      | 1 novembre 2024      |
| 28 | Un baile directo al corazón           | Un ballo dritto al cuore                 | 1 novembre 2024      | 1 novembre 2024      |
| 29 | Un secreto a voces                    | Un segreto a VOCES                       | 1 novembre 2024      | 1 novembre 2024      |
| 30 | La gran final                         | Il grande finale                         | 1 novembre 2024      | 1 novembre 2024      |